# Otakar Klíma
Otakar Klíma (15. listopadu 1908 Praha-Dejvice – 29. listopadu 1988 Praha) byl český orientalista, filolog a překladatel z perštiny.

## Život a působení
V letech 1927-1932 vystudoval na Filozofické fakultě Karlovy Univerzity slovanskou, germánskou a orientální filologii, v roce 1931 obhájil doktorát filozofie. Mezi jeho učiteli byl mimo jiné Bedřich Hrozný, Vincenc Lesný a Jan Rypka. Po doktorátu v letech 1931-1935 učil jazyky (zejména češtinu a němčinu) na pražských gymnáziích. Kromě hlavních světových jazyků, latiny, řečtiny, sanskrtu, staré, střední i nové perštiny, ovládal i starou arménštinu, syrštinu, hebrejštinu, aramejštinu a arabštinu. V letech 1953-1973 pracoval v Orientálním ústavu ČSAV, kde vedl oddělení Přední Asie. V roce 1960 obhájil „velký“ doktorát filologických věd. Vydal řadu vědeckých prací, kterými se zařadil mezi znalce starého Předního Východu. Řadu překladů vydal i v časopisech.

## Dílo
- Mluvnice hebrejštiny a aramejštiny (se St. Segertem). Praha: ČSAV 1956
- Dějiny perské a tádžické literatury (část), Praha: ČSAV 1956, 1963
- Mazdak : Geschichte einer sozialen Bewegung im Sassanidischen Persien. Praha: ČSAV 1957
- Manis Zeit und Leben, Praha: ČSAV 1962
- Zarathuštra. Praha 1964; Olomouc 2002
- Sláva a pád starého Íránu. Praha: Orbis 1977
- Vidévdát. (Výběr avestských textů) Praha: Supraphon 1984
- Oběti ohňům: výběr z památek staroíránské a středoíránské literatury. Praha: Odeon 1985